# Wojna birmańsko-syjamska (1563–1569)
Wojna birmańsko-syjamska 1563–1569 (zwana też wojną o białe słonie) – konflikt pomiędzy birmańskim Królestwem Taungngu oraz syjamskim Królestwem Ayutthaya.
W 1550 r. w Birmie miało miejsce powstanie Monów, którego zwolennicy zamordowali rządzącego w latach 1531–1550 króla Tabinshwehti. Jego następcą został królewski szwagier Bayinnaung, który szybko rozprawił się z powstańcami.
W 1563 r. Bayinnaung w obawie przed atakiem Szanów i sprzymierzonych z nimi Tajów z Ayutthaya, rozpoczął wyprzedzające uderzenie na Syjam. Za wystarczający powód do ataku Bayinnaung uznał odmowę króla syjamskiego Maha Chakkraphata wysłania mu rzadkich i bardzo cennych białych słoni (tzw. słoni albinosów). W walce z Królestwem Ayutthaya Birmańczyków wsparli żołnierze portugalscy uzbrojeni w broń palną, w tym działa. Bayinnaung pomaszerował na południe oraz na wschód, siejąc panikę wśród mieszkańców Syjamu.
W roku 1564 Birmańczycy zagrozili Ayutthayi, której obrońcy nie przejawiali ochoty do walki. Maha Chakkraphat podjął wówczas rozmowy pokojowe, uznając zwierzchność Birmy, co spowodowało gwałtowny sprzeciw miejscowej szlachty, która zmusiła władcę do zrzeczenia się tronu na rzecz swojego syna Mahina.
Pomimo wysiłków nowego króla nie udało się zrzucić birmańskiego zwierzchnictwa. W 1568 r. Maha Chakkraphat ponownie zasiadł na tronie syjamskim. W tej sytuacji Bayinnaung wysłał wielką armię celem zdobycia Ayutthayi. Trwające 10 miesięcy oblężenie stolicy w wyniku zdrady zakończyło się 30 sierpnia 1569 r. zdobyciem miasta.
Kampania birmańska i zdobycie Chao Phraya bardzo wyczerpały siły Bayinnaunga. Po jego śmierci w 1581 r. Birma rozpadła się na mniejsze królestwa. Przebywający jako zakładnik na dworze króla Bayinnaunga przyszły syjamski król Naresuan, studiujący birmańską sztukę militarną, wykorzystał później swoją wiedzę w toku kolejnych wojen, które przyniosły Syjamowi niezależność.